# Jiali (Tainan)
Jiali (chinesisch 佳里區, Pinyin Jiālǐ Qū, W.-G. Chia1-li3 Ch'ü1, Pe̍h-ōe-jī Ka-lí) ist ein Bezirk der regierungsunmittelbaren Stadt Tainan im Südwesten der Republik China auf Taiwan.

## Lage und Beschreibung
Jiali liegt im westlichen Stadtgebiet, etwa 15 bis 20 Kilometer nördlich des historischen Stadtzentrums von Tainan im Bereich der Jianan-Ebene. Geologisch besteht das Terrain aus Schwemmland, das erst in den letzten Jahrhunderten entstanden ist. Die durchschnittliche Höhe über dem Meeresspiegel beträgt nur etwa 5 Meter und die höchste Erhebung ist mit 17 Metern die Beitouyang-Sanddüne (北頭洋沙丘). In Jiali gibt es mehrere kleine Fließgewässer, die aber mehr Drainagekanälen ähneln. Der Fluss Zengwen fließt in etwa 2 Kilometern Entfernung südlich an Jiali vorbei. Die benachbarten Bezirke sind Qigu und Jiangjun im Westen und Südwesten, Xuejia im Norden, Madou im Osten und Xigang im Südosten.
Das Klima entspricht einem subtropischen Monsunklima mit einem Jahresniederschlag von 1200–1500 mm, der ganz überwiegend (bis zu etwa 80 %) in der Regenzeit im Sommer (April bis September) fällt, während die Monate Oktober bis März verhältnismäßig trocken sind.

## Geschichte

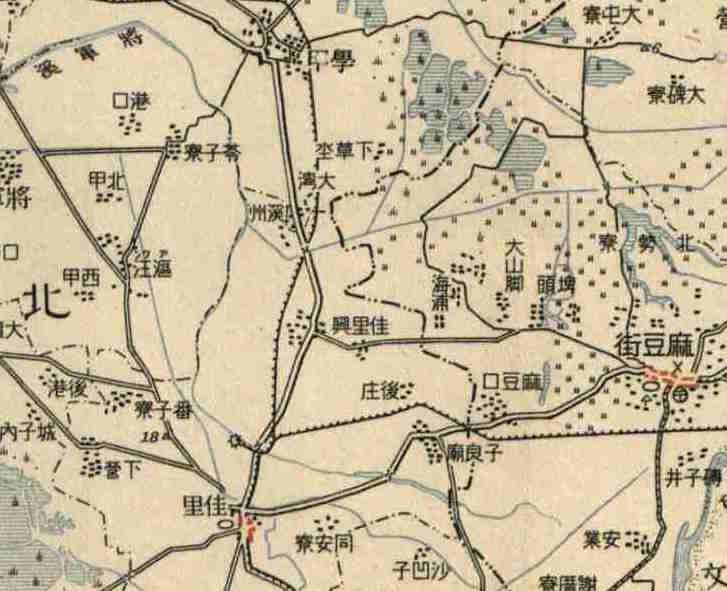
Detailkarte von Jiali aus der japanischen Kolonialzeit

Ein älterer, aus der niederländischen Kolonialzeit überlieferter Name von Jiali ist Soulangh, nach einem Stamm der Siraya-Urbevölkerung. Ab der Machtübernahme von Zheng Chenggong in Süd-Taiwan im Jahr 1662 wanderten in den folgenden Jahrzehnten viele han-chinesische Siedler von Festland ein und die autochthone Bevölkerung wurde sinisiert bzw. verdrängt. Zur Zeit der Qing-Herrschaft (1683–1895) gehörte Jiali administrativ zum Kreis Zhuluo (諸羅縣) in der Präfektur Tainan (台南府,  Táinán Fǔ, ab 1886 Kreis Tainan in der Provinz Taiwan). Nach der Annexion Taiwans durch Japan im Jahr 1895 wurden die Verwaltungsstrukturen mehrfach geändert und ab dem 1. November 1920 war Jiali ein Dorf (佳里庄,  Jiālǐ Zhuāng, japan. Kasato Shō) im Kreis Beimen (北門郡) der Präfektur Tainan. 1933 wurde es aufgrund des Bevölkerungswachstums vom Dorf zu einer ‚Straße‘ (d. h. städtischen Siedlung oder Kleinstadt, 佳里街,  Jiālǐ Jiē bzw. japan. Kari-gai) erhoben. Nach Ende der japanischen Herrschaft 1945 und der Übernahme Taiwans durch die Republik China wurden die Verwaltungsstrukturen weitgehend übernommen. Aus der ‚Straße‘ wurde die Stadtgemeinde Jiali (佳里鎮,  Jiālǐ Zhèn) und aus der Präfektur der Landkreis Tainan. Mit dem 25. Dezember 2010 wurde der Landkreis vollständig in die Stadt Tainan eingemeindet und Jiali wurde zu einem Stadtbezirk (區,  Qū).

## Bevölkerung
Mit etwas weniger als 58.407 Einwohnern (August 2024) liegt Jiali in Bezug auf die Bevölkerungszahl knapp im oberen Drittel der 37 Stadtbezirke Tainans. Angehörige der indigenen Bevölkerung bilden nur eine kleine Minderheit der Bevölkerung (ca. 0,2 %).
| Gliederung Jialis |
|                   |

## Verwaltungsgliederung
Mit dem 29. Januar 2018 und 30. April 2018 erfolgte eine Anpassung der Verwaltung und die Zahl der Ortsteile (里,  Lǐ) wurde von zuvor 21 auf 16 reduziert.
1. Wennei (塭內里)

2. Nanshi (南勢里)

3. Wenxin (文新里)

4. Jiannan (建南里)

5. Zhenshan (鎮山里)

6. Zhongren (忠仁里)

7. Dongning (東寧里)

8. Anxi (安西里)

9. Xiaying (下營里)

10. Haicheng (海澄里)

11. Liu’an (六安里)

12. Min’an (民安里)

13. Zilong (子龍里)

14. Jiahua (佳化里)

15. Jiaxing (佳興里)

16. Yingxi (營溪里)

## Verkehrsverbindungen
Die größte Straße ist die Provinzstraße 19, die in Nord-Süd-Richtung verläuft. Es gibt mehrere Kreisstraßen. Etwa 2 Kilometer östlich zieht die Autobahntrasse der Nationalstraße 1 an Jiali vorbei.

## Wirtschaft
Etwa 2295 Hektar (59 %) werden landwirtschaftlich genutzt und ca. 23 % der Bevölkerung sind in der Landwirtschaft tätig. Die nach Anbaufläche  bedeutendsten Anbauprodukte waren Reis, Süßkartoffeln, Sojabohnen, Mais und Bambussprossen. Außerdem spielen Schweinezucht und Aquakultur eine Rolle. Im Jahr 2017 gab es 221 Gewerbebetriebe (am stärksten vertreten: Metall- und Plastikverarbeitung, Landwirtschaftsindustrie).

## Besonderheiten, Sehenswürdigkeiten
Sehenswert in Jilai sind verschiedene Tempel und kleinere Parkanlagen. Im Ortsteil Zilong befindet sich der taoistische Zilong-Tempel oder auch Yongchang-Tempel (子龍廟/永昌宮,  Zilóng miào/Yǒngchāng gōng) – einer der wenigen Tempel in Taiwan, in denen Zhao Yun verehrt wird (der Ortsteil selbst ist nach Zhao benannt). Im kleinen Zhongshan-Park (中山公園,  Zhōngshān Gōngyuán) im Ortsteil Liu’an befand sich ehemals ein kleiner Shintoschrein. Auf dem Gelände der ehemaligen Zuckerfabrik wurde ein Kulturpark eingerichtet und die alte Zuckerbahn ist noch in Betrieb.

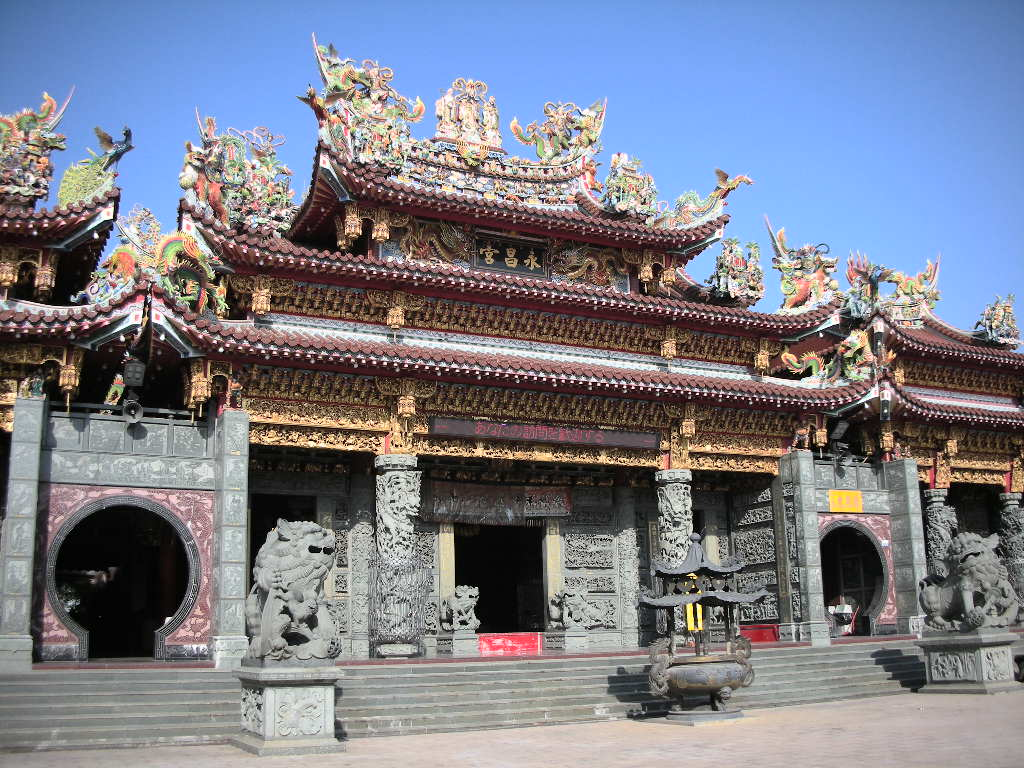
Zilong-Tempel
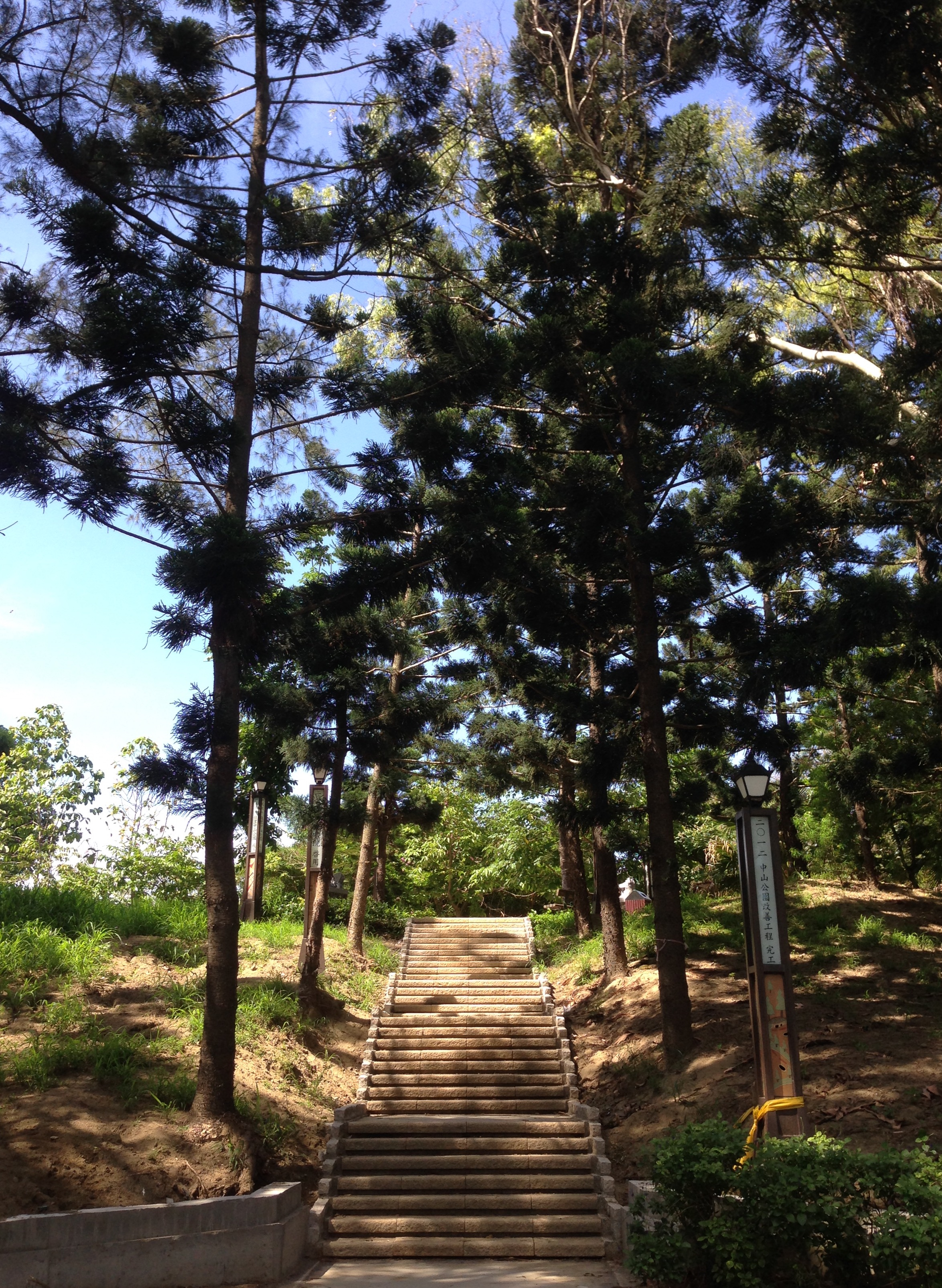
Zhongshan-Park
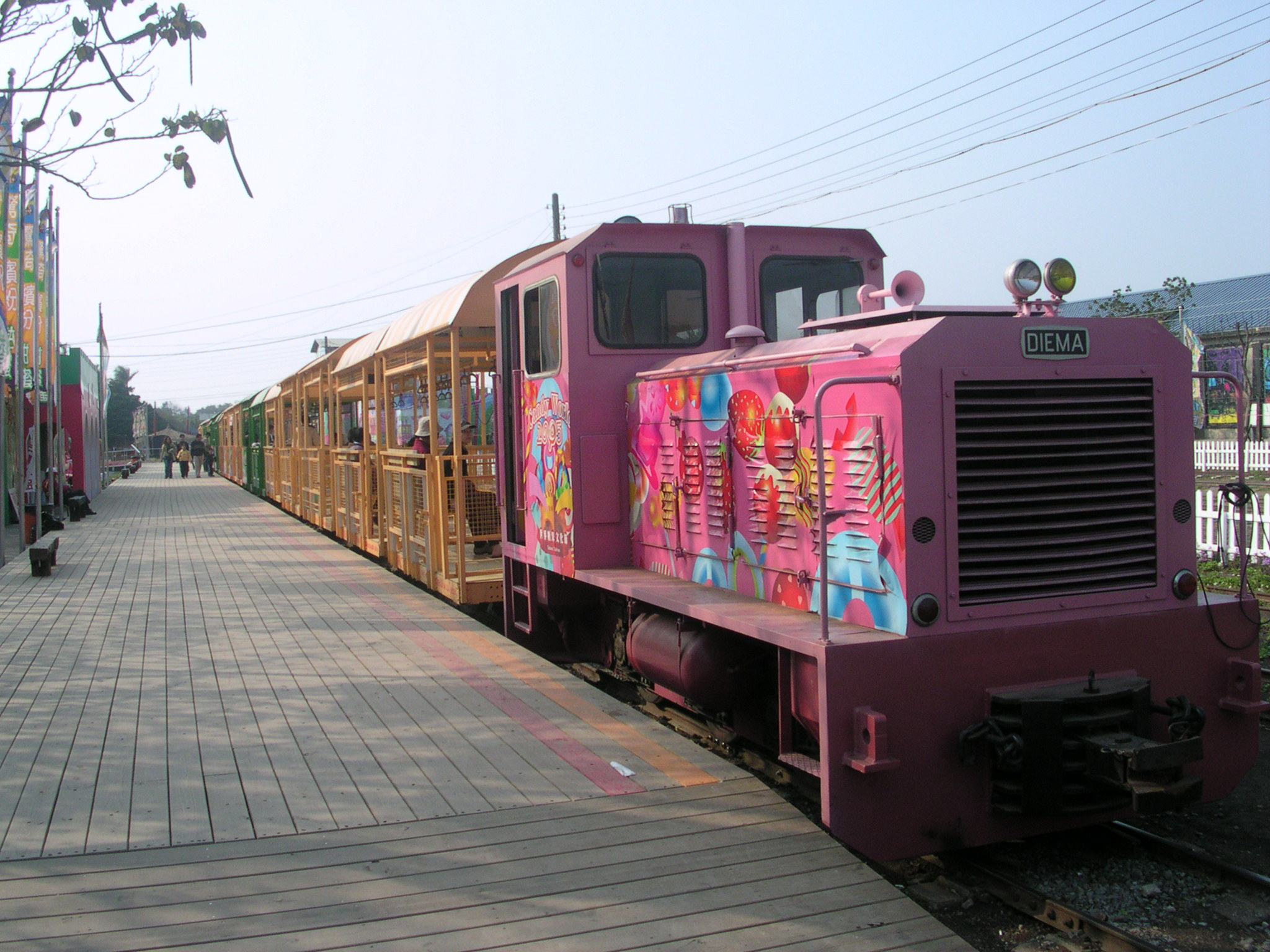
Auf dem Gelände der Zuckerfabrik